# Guépratte (F714)
O Guépratte é uma fragata operada pela Marinha Nacional Francesa e a quinta embarcação da Classe La Fayette. Entrou em serviço em 3 de março de 1999.